# Aeroportul Conklin (Leismer)
Aeroportul Conklin (Leismer) (IATA: CFM) este un aeroport din Alberta, Canada. Aeroportul a fost tranzitat în 2020 de 0 pasageri.
Situat la o altitudine de 583 m, aeroportul dispune de o singură pistă.